# Simone Romagnoli
Simone Romagnoli (Cremona, 9 febbraio 1990) è un calciatore italiano, difensore della Sampdoria.

## Carriera

### Club

#### Gli inizi: Milan e Foggia
Cresce nelle giovanili della Cremonese fino al gennaio 2007 quando si trasferisce in quelle del Milan. Con i giovani rossoneri vince da capitano il Campionato Allievi nazionali 2006-2007 e la Coppa Italia Primavera 2009-2010. Il 24 aprile 2010 viene convocato dalla Prima Squadra e siede in panchina durante la gara di Serie A Palermo-Milan 3-1.
Il 21 luglio 2010 viene ceduto in prestito in Lega Pro Prima Divisione al Foggia di Zdeněk Zeman. Debutta con il club il 14 agosto in Coppa Italia Lega Pro in L'Aquila-Foggia 1-2. In campionato esordisce invece il 22 agosto nella gara Cavese-Foggia 0-3 in cui segna anche la sua prima rete. A fine stagione totalizza 26 partite con 3 reti totali.

#### Pescara e Spezia
L'8 luglio 2011 passa in compartecipazione al Pescara, squadra militante in Serie B, richiesto dal suo ex mister Zeman, anche lui approdato in Abruzzo. Il 26 agosto debutta in Serie B giocando la partita vinta 2-1 contro il Verona. Al termine di una stagione esaltante, il 20 maggio 2012 il Pescara vince il campionato ed ottiene la promozione in Serie A grazie alla vittoria per 3-1 a Genova contro la Sampdoria. Colleziona in totale 29 presenze tra Serie B e Coppa Italia. Il 22 giugno 2012 Pescara e Milan si accordano per il rinnovo della compartecipazione.
L'annata seguente debutta in Serie A il 26 agosto nella sconfitta 3-0 contro l'Inter. Dopo aver collezionato solamente 7 presenze in campionato, il 21 gennaio 2013 viene ceduto in prestito in Serie B allo Spezia, con cui esordisce il 26 gennaio nella partita casalinga contro l'Hellas Verona. L'esperienza in Liguria lo vede schierato in campo in 14 occasioni.

#### Carpi
Il 21 giugno 2013 il Pescara riscatta l'altra metà del cartellino dal Milan, ma l'8 luglio seguente decide di rescindere consensualmente il contratto con il giocatore. Quattro giorni dopo, 12 luglio 2013, firma un contratto biennale con il Carpi, neopromosso in Serie B. L'11 agosto debutta con i Falconi nella sfida di Coppa Italia persa 1-0 contro la Reggina. Chiude la stagione con 32 gare e 2 gol in campionato, entrambi nei derby contro il Modena. Il primo è datato 17 novembre 2013 nella vittoria al Braglia per 3-2 (rete di testa del 2-1 alla fine del primo tempo dopo l'iniziale vantaggio gialloblù), mentre il secondo è un destro a giro al 92' che vale il 2-2 allo Stadio Cabassi (17 aprile 2014).
Nell'annata seguente il Carpi vince il campionato cadetto ed ottiene una storica promozione in Serie A. Per Romagnoli è la seconda in carriera dopo quella con il Pescara nel 2012. Il difensore cremonese, nonostante un infortunio muscolare che gli fa saltare i primi due mesi del 2015, è uno dei protagonisti della stagione: disputa 32 gare e segna 3 reti, tutte decisive contro Cittadella (5-2 al Cabassi), Ternana (1-0 al Liberati) e, per la terza volta in quattro derby, Modena (vittoria per 2-1 al Braglia, 3 maggio 2015).
Nella stagione 2015-2016 milita ancora nel Carpi, giocando 30 gare di Serie A e 3 di Coppa Italia. Dopo la retrocessione del club rimane in biancorosso pure in Serie B e manca una nuova promozione in Serie A solo dopo la doppia finale dei play-off contro il Benevento.

#### Empoli e Bologna
Il 20 luglio 2017 viene ceduto all'Empoli in prestito con obbligo di riscatto condizionato al raggiungimento di condizioni prestabilite.
Il 31 gennaio 2018 passa a titolo temporaneo, con opzione di riscatto, al Bologna, in uno scambio che vede coinvolto anche Domenico Maietta, che si trasferisce invece a titolo definitivo al club toscano. Con la maglia rossoblù colleziona 8 presenze in campionato, al termine della stagione rientra ad Empoli.

#### Brescia
Il 18 agosto 2018 la società toscana lo cede in prestito annuale al Brescia in Serie B. Il 3 febbraio 2019 segna la sua prima rete con la maglia delle rondinelle, nella vittoria per 5-1 in trasferta contro il Pescara. Segna anche la rete decisiva nella vittoria per 1-0 in trasferta contro il Livorno, il 15 aprile 2019, nel finale di gara. Il 1º maggio 2019, con la vittoria per 1-0 in casa contro l'Ascoli, il Brescia conquista matematicamente la promozione in Serie A e Romagnoli vince il suo quarto campionato di Serie B.

#### Ritorno all'Empoli e Parma
Il 1º luglio 2019 ritorna ad Empoli in Serie B. Nella stagione 2019-2020 colleziona 31 presenze. Il 17 ottobre 2020 segna in suo primo gol con la casacca dell'Empoli, nella trasferta di Pescara, vinta per 1-2.
Il 22 novembre 2021 sigla il suo primo gol in Serie A, nella sconfitta esterna per 2-1 contro il Verona.
Il 24 giugno 2022 si accasa al Parma a titolo definitivo.

#### Lecce
Il 31 gennaio 2023, ultimo giorno della finestra invernale di mercato, viene prelevato dal Lecce a titolo definitivo.

#### Frosinone
Il 25 luglio 2023 si trasferisce a titolo definitivo al Frosinone, con cui firma un contratto fino al 30 giugno 2025. Il 22 settembre seguente, segna la sua prima rete con i ciociari, quella del momentaneo vantaggio in casa della Salernitana, partita finita in parità (1-1). 

#### Sampdoria
Il 21 luglio 2024, viene annunciato il suo trasferimento alla Sampdoria, in Serie B, in prestito con obbligo di riscatto al verificarsi di determinate condizioni.

### Nazionale
Esordisce con l'Italia Under-21 il 4 giugno 2012 a Sligo, nella partita Irlanda-Italia 2-2 valida per le qualificazioni all'Europeo 2013, subentrando al 90' minuto ad Alberto Paloschi. Viene regolarmente convocato per tutta la stagione successiva collezionando altre 5 presenze.

## Statistiche

### Presenze e reti nei club
Statistiche aggiornate al 24 novembre 2024.
| Stagione         | Squadra          | Campionato       | Campionato | Campionato | Coppe nazionali | Coppe nazionali | Coppe nazionali | Coppe continentali | Coppe continentali | Coppe continentali | Altre coppe | Altre coppe | Altre coppe | Totale | Totale |
| Stagione         | Squadra          | Comp             | Pres       | Reti       | Comp            | Pres            | Reti            | Comp               | Pres               | Reti               | Comp        | Pres        | Reti        | Pres   | Reti   |
| ---------------- | ---------------- | ---------------- | ---------- | ---------- | --------------- | --------------- | --------------- | ------------------ | ------------------ | ------------------ | ----------- | ----------- | ----------- | ------ | ------ |
| 2010-2011        | Foggia           | 1D               | 23         | 3          | CI-LP           | 0               | 0               | -                  | -                  | -                  | -           | -           | -           | 23     | 3      |
| 2011-2012        | Pescara          | B                | 28         | 0          | CI              | 1               | 0               | -                  | -                  | -                  | -           | -           | -           | 29     | 0      |
| 2012-gen. 2013   | Pescara          | A                | 7          | 0          | CI              | 1               | 0               | -                  | -                  | -                  | -           | -           | -           | 8      | 0      |
| Totale Pescara   | Totale Pescara   | Totale Pescara   | 35         | 0          |                 | 2               | 0               |                    | -                  | -                  |             | -           | -           | 37     | 0      |
| gen.-giu. 2013   | Spezia           | B                | 14         | 0          | CI              | 0               | 0               | -                  | -                  | -                  | -           | -           | -           | 14     | 0      |
| 2013-2014        | Carpi            | B                | 32         | 2          | CI              | 1               | 0               | -                  | -                  | -                  | -           | -           | -           | 33     | 2      |
| 2014-2015        | Carpi            | B                | 32         | 3          | CI              | 1               | 0               | -                  | -                  | -                  | -           | -           | -           | 33     | 3      |
| 2015-2016        | Carpi            | A                | 30         | 0          | CI              | 3               | 0               | -                  | -                  | -                  | -           | -           | -           | 33     | 0      |
| 2016-2017        | Carpi            | B                | 33+5       | 0          | CI              | 2               | 0               | -                  | -                  | -                  | -           | -           | -           | 40     | 0      |
| Totale Carpi     | Totale Carpi     | Totale Carpi     | 127+5      | 5          |                 | 7               | 0               |                    | -                  | -                  |             | -           | -           | 139    | 5      |
| 2017-gen. 2018   | Empoli           | B                | 20         | 0          | CI              | 1               | 0               | -                  | -                  | -                  | -           | -           | -           | 21     | 0      |
| gen.-giu. 2018   | Bologna          | A                | 8          | 0          | CI              | 0               | 0               | -                  | -                  | -                  | -           | -           | -           | 8      | 0      |
| 2018-2019        | Brescia          | B                | 35         | 2          | CI              | 0               | 0               | -                  | -                  | -                  | -           | -           | -           | 35     | 2      |
| 2019-2020        | Empoli           | B                | 30+1       | 0          | CI              | 1               | 0               | -                  | -                  | -                  | -           | -           | -           | 32     | 0      |
| 2020-2021        | Empoli           | B                | 31         | 1          | CI              | 0               | 0               | -                  | -                  | -                  | -           | -           | -           | 31     | 1      |
| 2021-2022        | Empoli           | A                | 19         | 2          | CI              | 3               | 0               | -                  | -                  | -                  | -           | -           | -           | 22     | 2      |
| Totale Empoli    | Totale Empoli    | Totale Empoli    | 100+1      | 3          |                 | 5               | 0               |                    | -                  | -                  |             | -           | -           | 106    | 3      |
| 2022-gen. 2023   | Parma            | B                | 6          | 0          | CI              | 1               | 0               | -                  | -                  | -                  | -           | -           | -           | 7      | 0      |
| gen.-giu. 2023   | Lecce            | A                | 7          | 0          | CI              | -               | -               | -                  | -                  | -                  | -           | -           | -           | 7      | 0      |
| 2023-2024        | Frosinone        | A                | 33         | 1          | CI              | 3               | 0               | -                  | -                  | -                  | -           | -           | -           | 36     | 1      |
| 2024-2025        | Sampdoria        | B                | 11         | 0          | CI              | 2               | 0               | -                  | -                  | -                  | -           | -           | -           | 13     | 0      |
| 2025-2026        | Sampdoria        | B                | 0          | 0          | CI              | 0               | 0               | -                  | -                  | -                  | -           | -           | -           | 0      | 0      |
| Totale Sampdoria | Totale Sampdoria | Totale Sampdoria | 11         | 0          |                 | 2               | 0               |                    | -                  | -                  |             | -           | -           | 13     | 0      |
| Totale carriera  | Totale carriera  | Totale carriera  | 406        | 14         |                 | 20              | 0               |                    | -                  | -                  |             | -           | -           | 426    | 14     |

### Cronologia reti e presenze in nazionale
| Cronologia completa delle presenze e delle reti in nazionale ― Italia under 21 | Cronologia completa delle presenze e delle reti in nazionale ― Italia under 21 | Cronologia completa delle presenze e delle reti in nazionale ― Italia under 21 | Cronologia completa delle presenze e delle reti in nazionale ― Italia under 21 | Cronologia completa delle presenze e delle reti in nazionale ― Italia under 21 | Cronologia completa delle presenze e delle reti in nazionale ― Italia under 21 | Cronologia completa delle presenze e delle reti in nazionale ― Italia under 21 | Cronologia completa delle presenze e delle reti in nazionale ― Italia under 21 |
| Data                                                                           | Città                                                                          | In casa                                                                        | Risultato                                                                      | Ospiti                                                                         | Competizione                                                                   | Reti                                                                           | Note                                                                           |
| ------------------------------------------------------------------------------ | ------------------------------------------------------------------------------ | ------------------------------------------------------------------------------ | ------------------------------------------------------------------------------ | ------------------------------------------------------------------------------ | ------------------------------------------------------------------------------ | ------------------------------------------------------------------------------ | ------------------------------------------------------------------------------ |
| 4-6-2012                                                                       | Sligo                                                                          | Irlanda under 21                                                               | 2 – 2                                                                          | Italia under 21                                                                | Qual. Europeo Under-21 2013                                                    | -                                                                              | 90’                                                                            |
| 15-8-2012                                                                      | Leeuwarden                                                                     | Paesi Bassi under 21                                                           | 0 – 3                                                                          | Italia under 21                                                                | Amichevole                                                                     | -                                                                              | 80’                                                                            |
| 6-9-2012                                                                       | Casarano                                                                       | Italia under 21                                                                | 7 – 0                                                                          | Liechtenstein under 21                                                         | Qual. Europeo Under-21 2013                                                    | -                                                                              |                                                                                |
| 13-11-2012                                                                     | Siena                                                                          | Italia under 21                                                                | 1 – 3                                                                          | Spagna under 21                                                                | Amichevole                                                                     | -                                                                              | 69’                                                                            |
| 6-2-2013                                                                       | Andria                                                                         | Italia under 21                                                                | 1 – 0                                                                          | Germania under 21                                                              | Amichevole                                                                     | -                                                                              | 81’                                                                            |
| 25-3-2013                                                                      | Bassano del Grappa                                                             | Italia under 21                                                                | 1 – 0                                                                          | Ucraina under 21                                                               | Amichevole                                                                     | -                                                                              | 87’                                                                            |
| Totale                                                                         |                                                                                | Presenze                                                                       | 6                                                                              |                                                                                | Reti                                                                           | 0                                                                              |                                                                                |

## Palmarès

### Competizioni giovanili
- Campionato Allievi Nazionali: 1

Milan: 2006-2007
- Coppa Italia Primavera: 1

Milan: 2009-2010

### Competizioni nazionali
- Campionato italiano di Serie B: 4  (record)

Pescara: 2011-2012
Carpi: 2014-2015
Brescia: 2018-2019
Empoli: 2020-2021